# Jacobo Langsner
Jacobo Langsner (Romuli, 23 de junio de 1927 - Buenos Aires, 10 de agosto de 2020) fue un dramaturgo y escritor rumano nacionalizado uruguayo.  Su obra se ha destacado por la presencia protagónica de grandes actrices del teatro uruguayo, en especial China Zorrilla, Estela Medina y Maruja Santullo. El autor escribió: «El punto esencial de lo que escribo se apoya en la hipocresía de la clase media a la que pertenezco».

## Biografía
Langsner nació el 23 de junio de 1927, en Rumania. Sus padres se instalaron en Uruguay, en 1930, cuando este tenía tres años. Hacia 1950 inició su andadura en el medio teatral de Montevideo, que entonces sobresalía como uno de los centros de teatro más activos de Latinoamérica. Su debut como dramaturgo se realizó en el circuito del teatro independiente —es decir, fue producido por grupos que trabajaban al margen del apoyo estatal o del aporte de dinero de empresarios particulares, y que realizaban un teatro de alto nivel artístico y hondo compromiso ideológico—. Durante muchos años, Langsner integró la comisión directiva y el comité de lectura del Club de Teatro, grupo independiente fundado en mayo de 1949. Una primera etapa de su obra (1951-1952) incluye El hombre incompleto, La rebelión de Galatea, Los ridículos y El juego de Ifigenia. 
En 1958, se radicó en Buenos Aires.
El 29 de julio de 1970 se consagró con El tobogán, protagonizada por Concepción China Zorrilla, Leonor Álvarez, Marta Bórbida, Juan Manuel Tenuta, Juan Carlos Carrasco, González Santurio, Alberto Mena y Camilo Bentancur, con dirección de Omar Grasso, escenografía de Osvaldo Reyno y vestuario de Guma Zorrilla, esta última hermana mayor de "China" Zorrilla. por la crítica de Antonio Larreta, Gerardo Fernández y Ángel Rama en teatro y televisión.
La adaptación cinematográfica de Esperando la carroza y de Una margarita llamada Mercedes, segunda versión de Un agujero en la pared de 1973, que en el cine se llamó Besos en la frente, alcanzaron gran popularidad.
En 1975 viajó a Madrid, donde permaneció por siete años, durante los cuales se estrenaron sus obras de teatro Esperando la carroza —en el Teatro del Centro— y Paternóster —en el Teatro Al—.
En 1986 se estrenó Malayunta, dirigida por José Santiso con guion basado en su obra homónima.
En 1985 y 1997 su guion de Darse cuenta —ganador— y Besos en la frente fueron nominados para el Cóndor de Plata de la Asociación Argentina de Críticos Cinematográficos.
Falleció en la madrugada del 10 de agosto de 2020 a la edad de noventa y tres años.

## Obras

### Teatro
- 1938: Los elegidos, con estreno simultáneo en Buenos Aires y Montevideo.[9]
- 1951: El hombre incompleto, en Sala Verdi (Montevideo).
- 1953: El juego de Ifigenia, en el Teatro Solís (Montevideo).
- 1953: Los artistas, Sala Verdi (Montevideo), dirigida por José Estruch, Club de Teatro.
- 1962: Esperando la carroza, Comedia Nacional (Montevideo).
- 1970: El tobogán, en el Teatro Odeón (Montevideo), dirigida por Omar Grasso, con China Zorrilla.[10]
- 1971: Ocho espías al champagne, Sala Verdi (Montevideo).[11]
- 1973: Un agujero en la pared, dirección Sergio Otermin, Teatro Solís.
- 1973: Una corona para Benito, por la compañía China Zorrilla. Teatro Odeón (Montevideo). Teatro Blanca Podestá, Buenos Aires.
- El terremoto, por la compañía Virginia Lago (Buenos Aires).
- La gotita, por la compañía Brandoni-Bianchi (Buenos Aires).
- 1981: La planta, Comedia Nacional (Montevideo).
- 1984: Una margarita llamada Mercedes, por la compañía China Zorrilla.[12]
- 1992: De mis amores con Douglas Fairbanks, en el teatro El Galpón (Montevideo).
- Locos de contento, por la compañía Oscar Martínez-Mercedes Morán.
- Otros paraísos, con Norman Briski y Cristina Banegas, en el Teatro Municipal General San Martín (en Buenos Aires) y en la Comedia Nacional (Montevideo).
- 2004: Damas y caballeros.[13]

### Televisión
- Década de 1970: Alta Comedia, Canal 9, dir. Alejandro Doria.
- 1983: El teatro de Irma Roy, dir. Roberto Denis.
- 1990-1991: Atreverse, ciclo de unitarios emitido por Telefé, dir. Alejandro Doria.

### Cine
- 1984: Darse cuenta, dir. Alejandro Doria.
- 1985: Esperando la carroza, dir. Alejandro Doria.
- 1986: Malayunta, dir. José Santiso.
- 1987: Sofía, dir. Alejandro Doria.
- 1996: Besos en la frente, dir. Carlos Galettini.
- 1996: De mi barrio con amor, dir. José Santiso.
- 1998: Cohen vs. Rosi, dir. Daniel Barone.
- 2009: Esperando la carroza 2, dir. Gabriel Condron.

## Premios

### Teatro
- Premio Florencio Sánchez otorgado por los críticos de Montevideo a El Tobogán
- Premio María Guerrero a Otros paraísos
- Premio Argentores a Una corona para Benito

### Cine
- Premio Argentores y Premio Cóndor, otorgado por los Críticos Cinematográficos de Argentina a Darse cuenta
- Premio Argentores y Asociación de Críticos Cinematográficos de Argentina (Mejor adaptación) por Esperando la carroza
- Premio Imagen Satelital, Mejor libro a Besos en la frente

### Televisión
- Premio Aptra al mejor autor
- Premio Argentores por Atreverse